# Ночной полёт (фильм, 1997)
«Ночной полёт» (англ. The Night Flier) — американо-канадский фильм ужасов 1997 года режиссёра Марка Павиа, экранизация рассказа Стивена Кинга «Летающий в ночи».
Премьера фильма состоялась 15 ноября 1997 года. В США фильм собрал $ 125 397, из них в первый уик-энд проката $ 91 549.

## Сюжет
Журналист журнала «Inside View» Ричард Диз когда-то был известной фигурой в профессиональных кругах, заслужив своими статьями хорошую репутацию, но былое время ушло, и Ричарду всё чаще приходится писать статьи на пустяковые темы. Вскоре главный редактор журнала Мертон Моррисон, узнав историю некоего таинственного пилота, который на своём самолёте Cessna 337 Skymaster садится на небольшие аэродромы и останавливается там на ночь, а на следующий день улетает, оставляя за собой мёртвые тела, поручает написать материал об этих событиях Ричарду Дизу. Диз, приняв это за очередную нелепую байку, отказывается, и тогда Моррисон поручает это дело молодой журналистке Кэтрин Блэр, которая рьяно берётся за него, желая таким образом заработать себе имя. Кэтрин находит Диза в баре и пытается поговорить с ним, но тот вместо этого даёт ей совет, рассказав о судьбе своей молодой коллеги: «Никогда не пиши о том, во что веришь, никогда не верь в то, о чём пишешь».
Глубокой ночью в аэропорту маленького городка приземляется чёрная Cessna 337 Skymaster; как выясняется позже, её пилот встретил пожилую чету, затем жестоко убил мужа (оторвал ему голову) и выпил всю кровь у его жены. Узнав об этом убийстве, Диз всё-таки решается и берётся за это дело; Моррисон, в свою очередь, передаёт ему материал, наработанный Кэтрин. Ричард отправляется сначала в морг взглянуть на тела, а затем на могилу пожилой женщины. Он делает несколько снимков, разрезав себе палец и измазав надгробие, когда внезапно видит низколетящий самолёт. Далее Диз приезжает в тот самый аэропорт, где берёт интервью у его пожилого работника, который рассказывает ему о самолёте и даёт подробное описание его и пилота. Диз пробирается в дом убитой пожилой четы и когда позже он выходит из него, на Ричарда нападает собака и вновь его обгоняет самолёт.
В баре отеля, где остановился Диз, незнакомец заказывает ему выпивку с посланием на салфетке. Диз бросается на поиски незнакомца, но вновь застаёт лишь улетающую Cessna 337 Skymaster. Ночью Диза навещает Дуайт Ренфилд (так зовут таинственного пилота) и оставляет ему послание на стекле. Там же он встречает Кэтрин, которой Моррисон дал разрешение писать свою статью в обход Диза. Всю ночь Ричард и Кэтрин ищут самолёт Ренфилда и наконец находят нужный аэропорт. Диз предлагает Кэтрин собираться, а сам запирает её в шкафу и в одиночку летит за Ренфилдом.
Ричард прибывает в маленький аэропорт, где видит стоящий самолёт Ренфилда. Призывы Ренфилда остановиться и отступить не помогают, и Диз заходит в здание аэропорта, где обнаруживает много тел людей и следов крови. Ричард идёт в туалет, где встречается с Ренфилдом, и на выходе из туалета у Диза начинаются галлюцинации, в которых он видит, что убитые в аэропорту ожили и пытаются напасть на него. В здание аэропорта врываются полицейские, которые видят Диза в крови и с топором в руках и убивают его. Кэтрин делает снимок мёртвого Ричарда Диза и становится знаменитой, но (вспомнив слова Диза) отказывается делать снимки Ренфилда, который выходит из здания аэропорта (предположительно) через чёрный ход, смотрит на Кэтрин, затем садится в свой самолёт и улетает.

## В ролях
- Мигель Феррер — Ричард Диз
- Джули Энтвайзл — Кэтрин Блэр
- Дэн Монахан — Мертон Моррисон
- Майкл Х. Мосс — Дуайт Ренфилд

## Отсылки к другим произведениям Стивена Кинга
В фильме существует множество отсылок к другим произведениям Стивена Кинга — в эпизоде, когда Кэтрин Блэр, находясь в редакции журнала «Inside View», просматривает заголовки ранних статей Ричарда Диза, каждый из заголовков отсылает к определённому произведению:
- «Springhill Jack Strikes Again!» (Попрыгунчик Джек снова наносит удар!) — отсылка к рассказу «Земляничная весна»;
- «Headless Lamaze Leads To Successful Birth!» (Обезглавленный ламаз привёл к успешным родам!) — отсылка к повести «Метод дыхания»;
- «Kiddie Cultists in Kansas Worship Creepy Voodoo God!» (Дети-культисты в Канзасе поклоняются жуткому Богу Вуду!) — отсылка к рассказу «Дети кукурузы»;
- «Satanic Shopkeeper Sells Gory Goodies!» (Сатанинский лавочник продаёт Кровавые вкусности!) — отсылка к роману «Нужные вещи»;
- «Naked Demons Levelled My Lawn!» (Обнажённые демоны сравняли с землёй мой газон!) — отсылка к рассказу «Газонокосильщик»;
- «The Ultimate Killer Diet! Gypsy Curse Flays Fat Lawyer’s Flesh» (Идеальная диета-убийца! Цыганское проклятие сдирает кожу с толстого адвоката) — отсылка к роману «Худеющий».

Также персонаж Ричард Диз является одним из главных героев романа «Мёртвая зона».